# Club Atletico Faenza 1951-1952
Il Club Atletico Faenza 1951-1952 si è classificato al sesto posto in Serie A.
L'esordio in Serie A per la pallacanestro faentina giunge con il presidente della società Bruno Argnani, il quale era coadiuvato alla guida dai quattro consiglieri Bruno Zucchini, Alberto Samorini, Mario Bolognesi ed Ezio Scudellari.
La determinante guida dell'allenatore Ernesto Miccoli, che già nei tre anni precedenti aveva guidato la formazione faentina fino a farla giungere in Serie A, unita al prestigio delle azzurre Anna Maria Franchini e Lucia Linari, alle quali era affidata la guida della squadra, hanno permesso alla compagine faentina di condurre una prima stagione in Serie A serena: la formazione difatti raggiunge con un piccolo anticipo la salvezza.

## Rosa
Questa è la formazione del Club Atletico Faenza che ha disputato il campionato di Serie A classificandosi al 6º posto e raggiungendo quindi la salvezza con 9 punti.